# فيكتوريو كوكو
فيكتوريو كوكو (بالإسبانية: Victorio Cocco)‏ هو مدرب كرة قدم ولاعب كرة قدم أرجنتيني في مركز الوسط، ولد في 23 مارس 1946 في سانتا في في الأرجنتين. شارك مع منتخب الأرجنتين لكرة القدم. أما مع النوادي، فقد لعب مع أتلتيكو أتلانتا وبوكا جونيورز وديبورتيفو لاكورونيا وريفر بليت ونادي سان لورينزو ويونيون دي سانتا في.